# Грицеві писанки
«Грицеві писанки» — український ляльковий фільм 1995 року студії Укранімафільм, режисер - Анатолій Трифонов.

## Сюжет
За мотивами казки Олександра Олеся «Грицеві курчата». Про хлопчика, який напередодні Великодня розписав своїми руками писанки, як того вимагає давня традиція. Ось тільки взяв він яєчка у курочки-квочки, що висиджувала з них своїх діток. Після цього Грицько побачив дивний сон.

## Над фільмом працювали
- Автори сценарію: Богдан Дяценко, Анатолій Трифонов;
- Кінорежисер: Анатолій Трифонов;
- Художники-постановники: Віктор Гукайло, О. Даценко;
- Композитор: Лев Етінгер;
- Кінооператори: Світлана Нові, Олександр Ніколаєнко;
- Звукооператор: Юрій Нечеса;
- Аніматори: Жан Таран, Елеонора Лисицька, Анатолій Трифонов;
- Художники: Анатолій Радченко, В. Яковенко, Олег Педан, Ганна Шиманська (у титрах А. Шиманська);
- Художники-писанкарки: Оксана Білоус, Зоя Сташук;
- Монтаж: Юна Срібницька;
- Редактор: Світлана Куценко;
- Директор знімальної групи: В'ячеслав Кілінський (у титрах В. Килинський).